# Qingdao Liuting International Airport
Qingdao Liuting International Airport är en flygplats i Kina. Den ligger i provinsen Shandong, i den östra delen av landet, omkring 310 kilometer öster om provinshuvudstaden Jinan.
Runt Qingdao Liuting International Airport är det mycket tätbefolkat, med 1 692 invånare per kvadratkilometer. Närmaste större samhälle är Beizhai, 14,1 km öster om Qingdao Liuting International Airport. Runt Qingdao Liuting International Airport är det i huvudsak tätbebyggt.
Genomsnittlig årsnederbörd är 771 millimeter. Den regnigaste månaden är juli, med i genomsnitt 247 mm nederbörd, och den torraste är januari, med 12 mm nederbörd.